# Чугуевка (Приморский край)
Чугу́евка — село в России, административный центр Чугуевского района Приморского края.
Население — 11 101 чел. (2021). Чугуевка — третье по численности населения село на Дальнем Востоке России.

## География
Расположено в центральной части края на реке Уссури. Расстояние от Владивостока по прямой — 190 км, по автодороге — 320 км.

## История
Первые поселенцы прибыли в Чугуевку в 1902 году, в основном это были старообрядцы. Заселение Улахинской долины (река Уссури верхнем течении до 1972 года носила название Улахэ) относится к четвёртому этапу переселенческой политики в России. К этому времени в Улахинской долине существовало только одно русское поселение — это село Каменка, образованное в 1898 году тоже староверами, и китайская фанза Сандагоу, указанная на картах исследователя Приморья М. И. Венюкова в 1850-х годах.
27 августа 1903 года переселенческому участку Чугуевский официально был присвоен статус села (к тому времени в нём проживало 46 человек). В этом же году в Чугуевку стали прибывать переселенцы с Украины, из Черниговской губернии.
Первые поселенцы занимались земледелием, отвоёвывая у тайги участки пашни, таёжным промыслом: охотой, рыболовством, пчеловодством. В 1911 году в селе была построена церковь и при ней открыта церковно-приходская школа. Первым старостой был избран Архип Копай.
В январе 1911 года была образована Чугуевская волость Иманского уезда, в селе появился первый пристав, а вскоре и первый учитель.
В 1914 году село насчитывало 130 дворов, открылся фельдшерский пункт, где первым врачом был Воронин. Чугуевка стала большим селом, три раза в год здесь проводились ярмарки. По итогам переписи 1939 года население района составляло около 16 тысяч человек.

## Население
| 1903    | 1915    | 1926    | 1939    | 1959    | 1970  | 1979  |
| ------- | ------- | ------- | ------- | ------- | ----- | ----- |
| 46      | ↗873    | ↗1203   | ↗2802   | ↗5201   | ↗7387 | ↗9629 |
| 1989    | 2002    | 2006    | 2010    | 2021    |       |       |
| ↗12 427 | ↗13 680 | ↘12 531 | ↘12 171 | ↘11 101 |       |       |

## Экономика
Близ села расположен ФГКУ комбинат «Пионер» Росрезерва. Имеется лесхоз. Месторождение цеолита.

## Культура

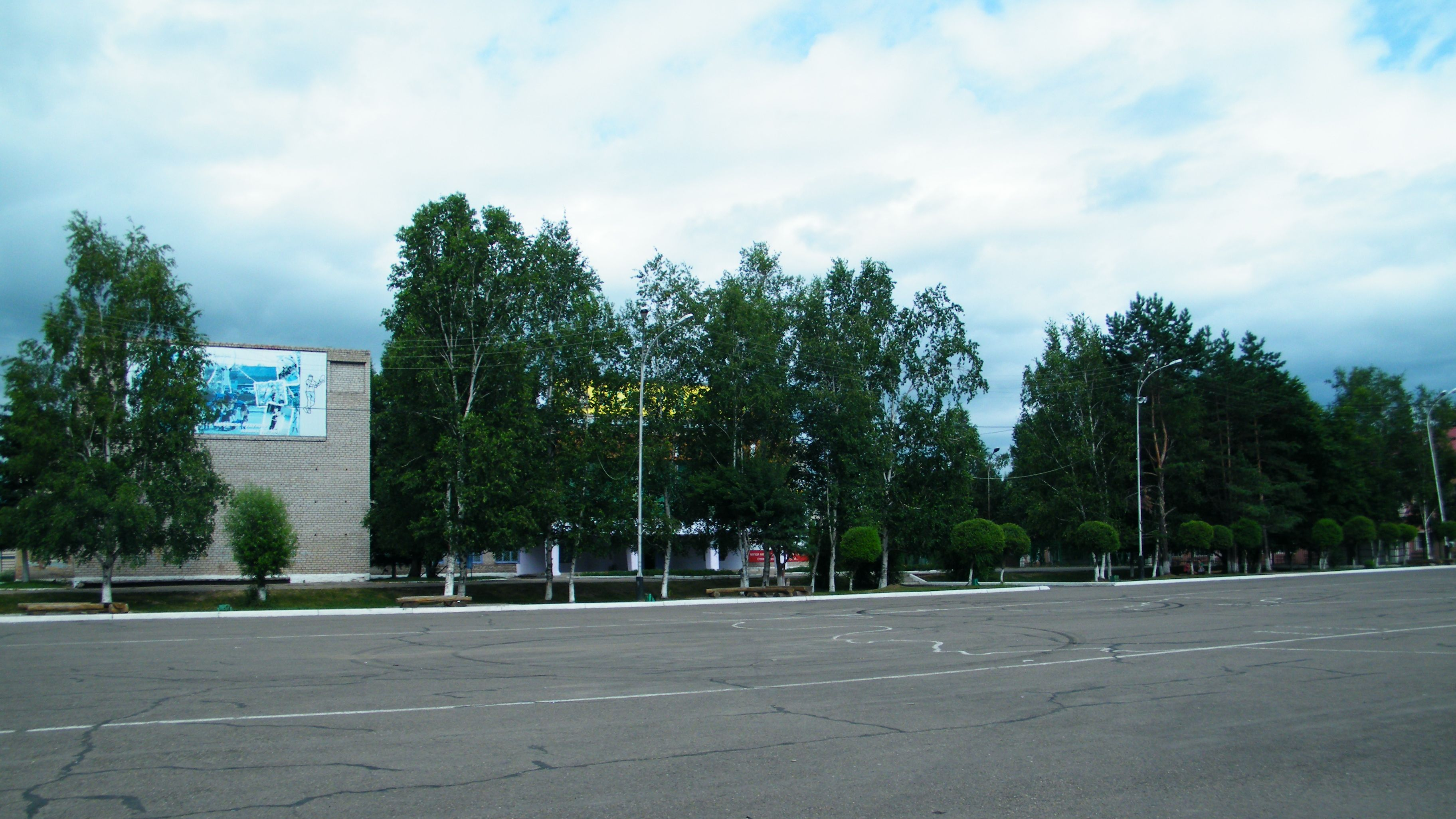
Село Чугуевка, дом культуры.

В начале 2009 года в селе была построена ледовая арена на 1,5 тыс. зрителей.
Ежегодно проводятся соревнования по хоккею для детей, подростков и взрослых, мини-футболу, волейболу, настольному теннису, лёгкой атлетике.

## Климат
- Среднегодовая температура воздуха — 2,5 градуса
- Относительная влажность воздуха — 74,8 %
- Средняя скорость ветра — 1,3 м/с

| Показатель                    | Янв.  | Фев.  | Март | Апр. | Май  | Июнь | Июль | Авг. | Сен. | Окт. | Нояб. | Дек.  | Год  |
| ----------------------------- | ----- | ----- | ---- | ---- | ---- | ---- | ---- | ---- | ---- | ---- | ----- | ----- | ---- |
| Средний суточный максимум, °C | −10,3 | −6,7  | −0,4 | 9,6  | 16,5 | 21,7 | 24,5 | 24,5 | 19,0 | 11,1 | 0,8   | −7,4  | 8,7  |
| Средняя температура, °C       | −15,6 | −12,3 | −4,8 | 5,0  | 11,7 | 16,9 | 20,1 | 20,2 | 14,6 | 6,6  | −3,4  | −12,3 | 4,0  |
| Средний суточный минимум, °C  | −20,1 | −17,7 | −10  | 0,2  | 6,7  | 12,0 | 15,8 | 16,1 | 10,3 | 2,6  | −6,8  | −16,5 | −0,5 |
| Источник:                     |       |       |      |      |      |      |      |      |      |      |       |       |      |

## Транспорт и связь
Рядом с селом расположена железнодорожная станция Новочугуевка Дальневосточной железной дороги, которая в XXI веке используется только для грузовых перевозок.
Чугуевка связана междугородним автобусным сообщением с Кавалерово, Дальнегорском, Спасск-Дальним, Уссурийском, Владивостоком.
В Чугуевке работают операторы сотовой связи — МегаФон, Билайн, МТС, Теле2, Йота.

## Прочие объекты

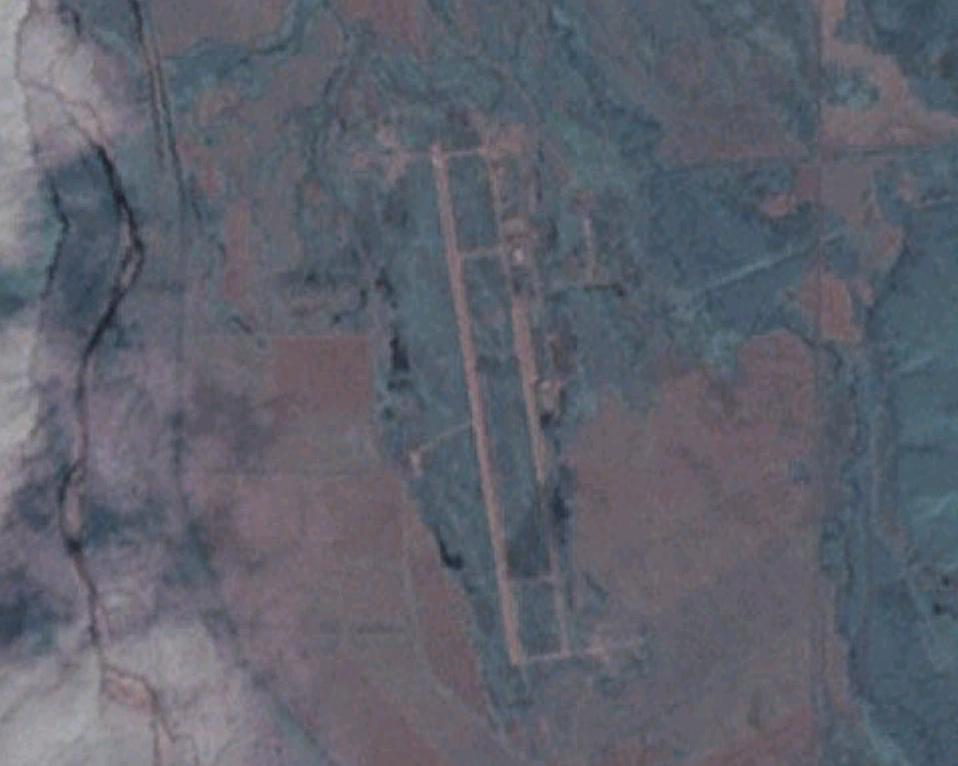
Брошенный аэродром за селом Соколовка

- Авиабаза 530-го истребительного авиаполка 3 командования ВВС и ПВО РФ, (бывш. 513-й истребительный авиаполк 11-й отдельной армии ПВО СССР) — посёлки Чугуевка и Соколовка (аэродром, 44°05′27″ с. ш. 133°52′05″ в. д.HGЯO)
- Южнее райцентра за селом Соколовка находится военный аэродром, на котором базировались самолёты МиГ-31. В 1976 году один из самолётов МиГ-25 был угнан с аэродрома Соколовка в Японию. С 1 декабря 2009 года 530 ИАП расформирован, самолеты Миг-31 переданы в другие полки страны.
- Колония общего режима — учреждение УЦ-267/31 ГУИН Минюста России по Приморскому краю (пос. Новочугуевка, 44°12′25″ с. ш. 133°50′28″ в. д.HGЯO)

## Известные люди

Село Чугуевка, музей Александра Фадеева.

- В Чугуевке прошли детские и юношеские годы писателя Александра Фадеева. На улице 50 лет Октября находится литературно-мемориальный музей А. Фадеева[15].
- На авиабазе 11-й отдельной армии ПВО СССР в Чугуевке служил пилот-инструктор ст. лейтенант Виктор Беленко, стартовавший на своём МиГ-25 6 сентября 1976 с аэродрома Соколовка и перелетевший в Японию.
- В селе жил и работал Герой Советского Союза Алексей Лапик, в его честь здесь названа улица.
- В селе родился и вырос Михаил Бадюк — воздушный стрелок-радист, участник Великой Отечественной войны, Герой Советского Союза.

## Средства массовой информации
В Чугуевке выходит одна из старейших газет на территории Приморского края «Наше время».
Электронные средства массовой информации представлены двумя сайтами: администрации Чугуевского муниципального района и независимым сайтом «Чугуевка NEWS».